# Малодубравный
Малодубра́вный — посёлок в Кагальницком районе Ростовской области.
Входит в состав Мокробатайского сельского поселения.

## История
В 1987 году указом Президиума Верховного Совета РСФСР посёлок пятого отделения совхоза имени Вильямса переименован в Малодубравный.

## Население
| 2010 |
| ---- |
| 202  |

## Улицы
В посёлке имеются две улицы: Вишнёвая и Светлая.